# Robert Scheidt
Robert Scheidt, född den 15 april 1973 i São Paulo, är en brasiliansk seglare.
Han tog OS-brons i starbåt i samband med de olympiska seglingstävlingarna 2012 i London.